# Myiobius
Genre
Myiobius Gray, 1839, est un genre d'oiseaux de la famille des Onychorhynchidae.

## Liste d'espèces
D'après la classification de référence du Congrès ornithologique international (ordre phylogénique) :
- Myiobius villosus P. L. Sclater, 1860 – Moucherolle hérissé
- Myiobius sulphureipygius – Moucherolle à croupion jaune
- Myiobius barbatus (Gmelin, 1789) – Moucherolle barbichon
- Myiobius atricaudus Lawrence, 1863 – Moucherolle à queue noire